# Jorge Lugo
Jorge Lugo Lugo (ur. 5 kwietnia 1938, zm. 6 października 2022) – wenezuelski i amerykański judoka. Olimpijczyk z Tokio 1964, gdzie zajął siedemnaste miejsce w wadze średniej.
Uczestnik mistrzostw świata w 1965. Srebrny medalista igrzysk Ameryki Środkowej i Karaibów w 1966. Trzeci na mistrzostwach USA w 1964 roku.

## Letnie Igrzyska Olimpijskie 1964
| Konkurencja | Eliminacje             | Eliminacje         | Klas. końcowa |
| Konkurencja | Przeciwnik I           | Przeciwnik II      | Miejsce       |
| ----------- | ---------------------- | ------------------ | ------------- |
| -80 kg      | Fernando Matos (POR) P | Isao Okano (JPN) P | 18.           |